# Молиск
Молиск или Молискон с антично име Омолион (на гръцки: Ομόλιο(ν), Μολισκό(ν)) е античен и средновековен град, бивша епископска катедра, разположен край гревенското село Панагия (Торник), Егейска Македония, Гърция.

## Развалини
Панагия е на 60 km от Гревена и на 20 km от Дескати. Градът е разположен на левия бряг на Бистрица 3,5 km североизточно от Панагия, на хълма Агиос Илияс (Свети Илия). По хълма американската археоложка Нанси Уилки е събрала многобройни остатъци от керамика от къснобронзовата епоха, които са в археологическата сбирка на Гревена.
На трапецовидния връх на платото, в южната му част има остатъци на голям архаичен храм. С цикполските камъни на храма е построена старата църква „Свети Илия“. На 300 m от върха, от северната страна на хълма, на малко плато са основите на епископската църква на Молиската епархия. Размерите на пронаоса са четири на осем метра (4 x 8), а на наоса са осем на дванадесет (8 х 12).
На 150 m оттам, в местността Самара Бара е разкрита част от стените на крепостта, дълга 300 m, широка 1,80 m и висока около 0,60 m. Зидарията е без хоросан. На север от стената са основите на квартала Халкиаидес, наречен така, защото жителите му се занимават с производството на медни уреди.
На 300 m нагоре към изворите на реката е Петрокаливия, източно от Маврокамбос. Тук се различава ясно стената на селището, основите на църквата основите на къщи, както и част от настлания с камъни път към църквата. Името на това селище е Метаксадес и неговите жители са били ангажирани в отглеждането на коприна. Третото древно селище, разположено източно от крепостта, на около 500 m в местността Муриес и се нарича Палиохора. В него са запазени останките на много къщи с височина до един метър. Отделно от тези три села са запазени в същия район и следи от четири други по-нови селища на селото Меленцикос с турското Кулия и останки от селище на хълма, на левия бряг на потока Винца.

## Манастири
През втората половина на Х век епископията на Омолиск има три манастира. Първият е Торнишкият манастир „Успение Богородично“, построена на левия бряг на Бистрица, чиято двуетажна църква е оцеляла и до днес. В долната част на двуетажната църква в 1224 година работи католическият латински кардинал Варинос. В 1658 година в манастира е заточен епископ Мелетий Сервийски след свалянето му.
Вторият манастир на Молиската епархия е „Свети Георги“ на ктитора Георгиос от Турник, основан в местността Забърдо (Ζάμπουρντα). В руините на този манастир Свети Никанор построява нов манастир „Свето Преображение Господне“ през 1534 година.
Третият манастир „Свети Николай Омолянски или Милянски“ на ктитора Николаос от Турник се намирал близо до изворите на реката на Неохори. Днес е в руини.

## Имена
Първото име на праисторическия град, запазено в Страбон, е Омолион (Ομόλιον) , собственост на лапитите, както и Омолион Лариски, свързан с името на Коронос, син на Кенеас. Името може да е свързано с топонима Курунес.
Второто име на града е Омилискон или Омолискон (Ομλισκόν, Ομολισκόν). С това име се споменава епископията на града в документи на Иверския манастир от десети век. Третото име е производното Молискон (Μολισκόν), отнесено и до замъка и до епархията. Четвъртото име е Молесхи (Μολεσχοί), защото се състои от три селища или Молесхос (Μολεσχός). Петото име е Мелемцикон (Μελεμτσικόν), носено от близкото село до изоставянето му в 1904 година. Днес мястото се нарича Милинцко (Μηλιντσκό). Шестото име е Торники (Τορνίκι) от началото на XV век, което е от арменски произход, сменено в XX век на Панагия.